# Михайлюк Омелян Йосипович
Михайлюк Омелян Йосипович (нар. 11 серпня 1919, Чернелівка, Красилівський район, Кам'янець-Подільська область, Українська СРР — пом. 25 квітня 1945, Польща) — розвідник часів німецько-радянської війни, Герой Радянського Союзу.

## Біографія
Народився 11 серпня 1919 року в селі Чернелівка у селянській сім'ї. Закінчив семирічну школу, працював у колгоспі.
В армії з 1939 року. Закінчив школу офіцерів, був резервістом. Брав участь в бойових діях з лютого 1943 року, воював на Центральному та 1-му Білоруському фронтах. Був розвідником, вміло керував підрозділом, операції проводив із найменшою втратою людських сил, за що удостоївся двох орденів Вітчизняної війни та ордена Леніна. 29 січня 1945 року під час наступу на містечко Радовиш, що західніше Познані, в бою було вбито командира ескадрону. Лейтенант Михалюк прийняв командування на себе і повів ескадрон в атаку. До ранку кавалеристи повністю знищили ворожий гарнізон, але в цьому ж бою Омелян Йосипович 25 квітня 1945 року загинув.
Похований в містечку Гожув-Великопольський у Польщі.

## Нагороди
Указом Президії Верховної Ради СРСР від 24 березня 1945 року за зразкове виконання бойового завдання командування в боротьбі з німецько-фашистськими загарбниками і проявлені при цьому мужність і героїзм гвардії лейтенанту Михайлюку посмертно присвоєно звання Героя Радянського Союзу з врученням ордена Леніна і медалі «Золота Зірка».